# Азооспермія
Азооспермія (від лат. azoospermia, a — префікс, що означає відсутність, zoon — тварина, sperma — сім'я) — відсутність у спермі сперматозоїдів.
Різновиди азооспермії:
- істинна (azoospermia vera) — обумовлена порушенням утворенням сперматозоїдів, наприклад при гіпоплазії яєчок.
- хибна (azoospermia spuria) — обумовлена порушенням прохідності сім'явиносних протоків в результаті епідидиміта, уретрита, простатиту, сперматоциститу.
- променева (azoospermia radialis) — істинна азооспермія, обумовлена дегенеративними змінами сперматогенного епітелію, яке спричинює іонізуюче випромінювання.